# Чемпионат мира по дзюдо 1956
Чемпионат мира по дзюдо 1956 года прошёл 3 мая в Токио (Япония) в Курамаэ Кокугикан. Это был первый в истории чемпионат мира по дзюдо. Соревнования проходили только среди мужчин; деление на весовые категории отсутствовало.

## Общий медальный зачёт
| Место | Страна     | Золото | Серебро | Бронза | Всего |
| ----- | ---------- | ------ | ------- | ------ | ----- |
| 1     | Япония     | 1      | 1       | 0      | 2     |
| 2     | Франция    | 0      | 0       | 1      | 1     |
| 2     | Нидерланды | 0      | 0       | 1      | 1     |

## Медалисты
| Весовая категория    | Золото       | Серебро         | Бронза                   |
| -------------------- | ------------ | --------------- | ------------------------ |
| Абсолютная категория | Сёкити Нацуи | Ёсихико Ёсимацу | Анри Куртин Антон Гесинк |